# Anja Hilling
Anja Hilling, född 1975 i Lingen i Niedersachsen, är en tysk dramatiker.

## Biografi
Anja Hilling är en av de mest uppmärksammade tyska dramatikerna i sin generation och har spelats i flera europeiska länder samt i Sydamerika. Efter en examen i tysk litteratur och teatervetenskap från Freie Universität Berlin studerade hon litterär gestaltning vid Universität der Künste i Berlin 2002-2006. Hon debuterade 2003 med pjäsen Sterne som bjöds in till Stückemarkt-sektionen vid Berliner Theatertreffen och tilldelades Dresdner Banks pris för unga dramatiker. 2005 sattes Mein junges idiotisches Hertz (Mitt unga idiotiska hjärta) upp på Münchner Kammerspiele och bjöds senare in till den presitgefyllda festivalen Mülheim Theatertage. Hon har tilldelats flera priser, däribland som årets debutant av den ledande teatertidskriften Theater Heute 2005. Hon arbetar med en uppbruten och fragmentarisk dramaturgi för att uppnå en poetisk förhöjning.

## Uppsättningar i Sverige
- 2010 Sinne (Sinn), Folkteatern, Göteborg, översättning Maria Tellander, regi Melanie Mederlind
- 2011 Sinne, Teater Januari, Stockholm, översättning Maria Tellander, regi Karin Bjurström
- 2013 Sinne, Radioteatern, översättning Maria Tellander, regi Melanie Mederlind
- 2014 Mitt unga idiotiska hjärta (Mein junges idiotisches Hertz), Malmö stadsteater, översättning Maria Tellander, regi Melanie Mederlind
- 2014 Svarta djuret sorg (Schwarzes Tier Traurigkeit), Dramaten, översättning Magnus Lindman, regi Tobias Theorell, med bl.a. Adam Pålsson